# معركة تقاطع مورتيمير (فيلم)
معركة تقاطع مورتيمير هو فلم بريطاني أُنتج في عام 1987 يتحدث عن إحدى معارك حرب الوردتين التي وقعت في بمدينة هيريفوردشاير إنجلترا بين يش أسرة لانكاستر وجيش أسرة يورك عام 1461.